# Pop Citrouille
Pop Citrouille est une émission de télévision québécoise diffusée du 4 janvier 1979 au 9 juin 1983 à la Télévision de Radio-Canada. Elle est suivie de l'émission Court-Circuit diffusée jusqu'au 13 juin 1985.

## Synopsis
Pop Citrouille est une série d'émissions de télévision de variétés produite et diffusée par la Société Radio-Canada et destinée aux jeunes préadolescents mais qui a réussi à attirer aussi les adolescents et les adultes grâce à une série de sketchs absurdes. La popularité de cette émission se justifie par l'absurdité des sketchs qui faisait décrocher l'auditoire. Au cours des années 60 et 70, la SRC avait produit de nombreuses émissions de télévision pour enfants qui avaient connu de grands succès. Or, sur cette même période, le public cible desdites émissions (les jeunes francophones de 6-10 ans) constituaient, en tous cas au Québec, une part phénoménalement importante de la population. Pop Citrouille est une tentative de drainer exactement ce même auditoire, maintenant constitué d'adolescents et de jeunes adultes, et est donc à la fois un prolongement et une liquidation des thèmes enfantins -- car par la suite, la SRC ne produira plus d'émissions pour enfants "maison".
Le traitement scénaristique qui résulte de ces intentions est pour le moins inégal. Toutefois, l'absurde peut ouvrir sur l'imaginaire et sur la subversion, et certains concepteurs scénaristiques popcitrouillards, parmi lesquels Jacques Grisé, Robert Gravel et André Cartier, en ont assurément une certaine perception. 
Quelques exemples : Michèle Deslauriers passant une audition de chant devant des juges et qui interprète le classique de Jean Feggat, Que seggais-je sans toi (sic). Ghislain Tremblay, détenu en cellule par le maire-policier-pompier en chef-journaliste de la ville et qui exprime sa révolte par le biais du chant. Le vieillard obsédé à l'idée de se remémorer le nom de son laitier d'autrefois et qui en fait une quête mystique. Le compositeur cherchant une ritournelle-thème pour l'émission Pop Citrouille, et qui doit se résoudre à trouver l'inspiration auprès d'un livreur de pizza. Dans ces exemples, la fuite dans l'absurde est toujours l'unique issue possible face aux contraintes de production et de conformisme, et cette fuite, dans les numéros mentionnés, est soulignée sur le mode de la victoire et du soulagement. 
Plusieurs des meilleurs numéros de la série ont été publiés sur des DVD de la Société Radio Canada en 2007.

## Commentaires
Le premier épisode de Pop Citrouille est diffusé le jeudi 4 janvier 1979, à 16 h 30.
Lors des premiers épisodes apparaissent les marionnettes Pop et Citrouille. Ceci expliquerait peut-être l'origine du titre de l'émission.
Lors de la dernière année de diffusion, soit en 1985, l'émission, qui a été entre-temps rebaptisée Court-circuit, est diffusée le jeudi à 19 h 30.

## Les sketchs
Parmi les nombreux sketchs, en voici quelques-uns :
1. Domino et Dominette : Dans ce sketch, on fait référence à l'émission Bobino et Bobinette. Le sketch commence par l'arrivée de Dominette qui a joué un tour à Domino : elle l'a transformé en marionnette; et Dominette est devenue humaine! Domino n'en revient pas et décide de punir Dominette en lui disant qu'elle ne mangera plus de chocolat. Dominette lui réplique qu'elle a pris la clef du tiroir-caisse et qu'elle s'en achètera elle-même ! Domino lui dit qu'il va trouver la clef du tiroir-caisse. Dominette lui fait croire qu'elle a caché la clef dans l'armoire. Domino la croit et va vérifier et... PAF!!!!!!! Douze caisses de pétards à la farine explosent dans son visage. Et Domino affirme à Dominette que « C'est fini Dominette, F-I-FI N-I-NI, je rentre à la maison! »

1. Police des chips: Un citoyen (André Cartier) est sur le point de succomber à une fringale de croustilles. Désirant contrer cette fringale, il appelle la "police des chips", qui dépêche immédiatement un agent (Ghislain Tremblay). Le policier démontre d'emblée une grande puissance de volonté: il retire le sac de croustilles des mains du citoyen et s'apprête à l'envoyer au rebut, paraissant totalement imperméable à toute tentation. Cependant, lorsque le citoyen l'informe qu'il s'agit d'une nouvelle saveur (croustilles "au beurre de peanuts"), le policier succombe à son tour, et le duo s'empiffre avec gloutonnerie.

## Distribution
- Frédérike Bédard
- Denis Bouchard
- Reynald Bouchard
- Normand Brathwaite
- André Cartier
- Denyse Chartier
- Michèle Deslauriers
- Suzanne Garceau
- Angela « Angèle » Laurier (sœur de Charlotte & Lucie)
- Francine Tougas
- Ghyslain Tremblay
- Serge Thériault
- Marie-Josée Caya
- Marie Eykel
- Claude Lafortune
- Denis Gagnon
- Michelle Léger

## Fiche technique
- Scénaristes : André Cartier, Isabelle Doré, Jean-Pierre Plante, Jean-Marc Drouin, Jacques Grisé, Robert Gravel, Michel Rivard, Jacqueline Barrette, Raymond Plante, Francine Ruel, Gilbert La Rocque, Joanne Arseneau, Daniel Jasmin, Jean-Yves Soucy, Jean-Yves de Garie, Roger Harvey, Suzanne Richer-Drouin, Yves Arnau, Jacques Sénécal, Dominique de Pasquale, Ronald Prégent, Paule Marier, Michèle Poirier, Bernard Tanguay, Louise Lahaye
- Compositeurs : Mario Bruneau, Marie Bernard, Denis Larochelle, Jean-Marie Benoît, Céline Prévost
- Société de production : Société Radio-Canada

## Produits dérivés
Un album sorti en disque vinyle et cassette audio en 1981 composé de treize titres provenant de quelques épisodes.
En 1983, Normand Brathwaite prend le risque de présenter le clip d'une chanson intitulé Les Larmes de métal par son groupe Soupir, qu'on peut facilement qualifier de pionnière du genre synthpop au Québec. La chanson obtient un succès et est aussi sortie en France sous le label Disques Adès.